# جون موريس (سياسي أسترالي)
جون موريس (بالإنجليزية: John Morris)‏ هو نقابي وسياسي أسترالي، ولد في 12 يونيو 1936 في أستراليا، وتوفي في 8 فبراير 2013 في أستراليا. حزبياً، نشط في حزب العمال الأسترالي. وقد انتخب عضو المجلس التشريعي نيو ساوث ويلز (23 أبريل 1976 – 5 مارس 1984) وانتخب عضو مجلس الشيوخ الأسترالي ‏ عن دائرة نيوساوث ويلز ‏ (1 يوليو 1985 – 30 يونيو 1990).